# سمباونگ
سمباونگ (به انگلیسی: Sembawang) یک ناحیهٔ شهری در کشور سنگاپور است که در سرشماری سال ۲۰۱۰ میلادی، ۷۲٬۷۳۲ نفر جمعیت داشته‌است.

## نگارخانه

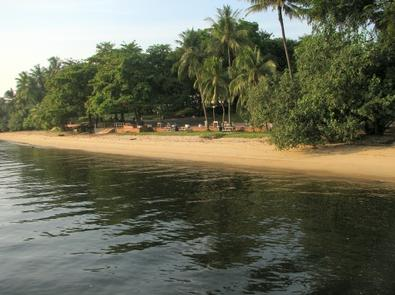